# Губовский
 Губовский  — поселок в Новосергиевском районе Оренбургской области. Входит в состав Среднеуранского сельсовета.

## География
Находится на расстоянии примерно 35 километров по прямой на север-северо-восток от районного центра поселка Новосергиевка.

## Население
Население составляло 249 человек в 2002 году (43% русские), 224 по переписи 2010 года.